# Records des jeux du Commonwealth de natation dames
Cet article présente les records des jeux du Commonwealth de natation féminins, en bassin de 50 mètres, actuellement homologués par la Fédération des jeux du Commonwealth en anglais : Commonwealth Games Federation (CGF).
| Épreuve              | Temps         | Athlète                                                       | Nationalité | Âge         | Date           | Édition des jeux   |            |            |
| Nage libre           | Nage libre    | Nage libre                                                    | Nage libre  | Nage libre  | Nage libre     | Nage libre         | Nage libre | Nage libre |
| -------------------- | ------------- | ------------------------------------------------------------- | ----------- | ----------- | -------------- | ------------------ | ---------- | ---------- |
| 50 m                 | 24 s 61       | Libby Trickett                                                | Australie   | 21          | 20 mars 2006   | XVIIIe - Melbourne |            |            |
| 100 m                | 53 s 54       | Libby Trickett                                                | Australie   | 21          | 18 mars 2006   | XVIIIe - Melbourne |            |            |
| 200 m                | 1 min 57 s 25 | Caitlin McClatchey                                            | Écosse      | 21          | 16 mars 2006   | XVIIIe - Melbourne |            |            |
| 400 m                | 4 min 05 s 68 | Rebecca Adlington                                             | Angleterre  | 21          | 8 octobre 2010 | XIXe - New Delhi   |            |            |
| 800 m                | 8 min 24 s 62 | Tracey Wickham                                                | Australie   | 16          | 3 août 1978    | XIe - Edmonton     |            |            |
| Dos                  |               |                                                               |             |             |                |                    |            |            |
| 50 m                 | 28 s          | Sophie Edington                                               | Australie   | 26          | 8 octobre 2010 | XIXe - New Delhi   |            |            |
| 100 m                | 59 s 53,      | Emily Seebohm                                                 | Australie   | 18          | 9 octobre 2010 | XIXe - New Delhi   |            |            |
| 200 m                | 2 min 7 s 56  | Meagen Nay                                                    | Australie   | 22          | 8 octobre 2010 | XIXe - New Delhi   |            |            |
| Brasse               |               |                                                               |             |             |                |                    |            |            |
| 50 m                 | 30 s 51       | Jade Edmistone                                                | Australie   | 24          | 16 mars 2006   | XVIIIe - Melbourne |            |            |
| 100 m                | 1 min 5 s 09  | Leisel Jones                                                  | Australie   | 21          | 20 mars 2006   | XVIIIe - Melbourne |            |            |
| 200 m                | 2 min 20 s 72 | Leisel Jones                                                  | Australie   | 21          | 18 mars 2006   | XVIIIe - Melbourne |            |            |
| Papillon             |               |                                                               |             |             |                |                    |            |            |
| 50 m                 | 26 s 07,      | Marieke Guehrer                                               | Australie   | 24          | 4 octobre 2010 | XIXe - New Delhi   |            |            |
| 100 m                | 57 s 48       | Jessicah Schipper                                             | Australie   | 20          | 19 mars 2006   | XVIIIe - Melbourne |            |            |
| 200 m                | 2 min 6 s 09  | Jessicah Schipper                                             | Australie   | 20          | 21 mars 2006   | XVIIIe - Melbourne |            |            |
| 4 nages              |               |                                                               |             |             |                |                    |            |            |
| 200 m                | 2 min 9 s 70  | Alicia Coutts                                                 | Australie   | 23          | 16 mars 2006   | XVIIIe - Melbourne |            |            |
| 400 m                | 4 min 38 s 83 | Hannah Miley                                                  | Écosse      | 21          | 9 octobre 2010 | XIXe - New Delhi   |            |            |
| Relais               |               |                                                               |             |             |                |                    |            |            |
| 4 × 100 m nage libre | 3 min 36 s 36 | Alicia Coutts Marieke Guehrer Felicity Galvez Emily Seebohm   | Australie   | 23 24 25 18 | 8 octobre 2010 | XIXe - New Delhi   |            |            |
| 4 × 200 m nage libre | 7 min 53 s 71 | Kylie Palmer Blair Evans Bronte Barratt Meagen Nay            | Australie   | 20 19 21 22 | 6 octobre 2010 | XIXe - New Delhi   |            |            |
| 4 × 100 m 4 nages    | 3 min 56 s 30 | Sophie Edington Leisel Jones Jessicah Schipper Libby Trickett | Australie   | 22 21 20 21 | 21 mars 2006   | XVIIIe - Melbourne |            |            |